# 脱口秀和Ta的朋友们
《脱口秀和Ta的朋友们》是由腾讯视频出品，企鹅影视七盎司工作室制作的单口喜剧（在中国也被称为脱口秀）高手对战节目。第一季（2024年）、第二季（2025年）都由腾讯视频播出。

## 播出信息及节目赛果
| 季数   | 播放平台 | 地区     | 播出日期                       | 播出时间        | 冠军     | 亚军 | 季军 |
| ------ | -------- | -------- | ------------------------------ | --------------- | -------- | ---- | ---- |
| 第一季 | 腾讯视频 | 中国大陆 | 2024年8月20日 - 2024年10月22日 | 每周二、三19:00 | 漫才兄弟 | 呼兰 | 毛豆 |
| 第二季 | 腾讯视频 | 中国大陆 | 2025年6月27日 - 2025年8月      | 每周五、六12:00 |          |      |      |

## 节目内容

### 第一季
第一季《脱口秀和Ta的朋友们》由张绍刚主持,由张雨绮、窦文涛、陈鲁豫、大张伟担任笑友团。

### 第二季
第二季《脱口秀和Ta的朋友们》由张绍刚主持,由李宇春、陈鲁豫、罗永浩、大张伟担任笑友团。

#### 第一赛段：轻轻交手赛
开场嘉宾：李宇春

## 外部鏈接
- 脱口秀和Ta的朋友们的新浪微博